# Gail Kelly
Gail Kelly, född 25 april 1956 i Pretoria i Sydafrika, är en sydafrikanskfödd australisk affärskvinna. År 2002 blev hon den första kvinnliga VD:n för en stor australisk bank eller topp 15-företag och 2005 var hon den högst betalda kvinnan i ett australiskt företag. Hon var tidigare verkställande direktör (VD) för Westpac, en roll hon hade från 2008 till 2015. År 2010 utsågs Kelly till världens 8:e mäktigaste kvinna av Forbes och år 2014 är hon listad på 56:e plats.

## Biografi
Gail Currer studerade vid Kapstadens universitet där hon tog en konstexamen med historia och latin som huvudämne, samt ett lärardiplom. Hon gifte sig med Allan Kelly i december 1977.
Paret flyttade till Rhodesia (nu Zimbabwe) där hon undervisade i latin vid Falcon College medan han tjänstgjorde i rhodesiska armén. De återvände till Sydafrika där Allan Kelly studerade medicin vid University of the Witswatersrand och Gail Kelly undervisade på en statlig gymnasieskola.
Kelly började därefter arbeta på Nedcor Bank 1980 som kassör men sattes snabbt på ett accelererat träningsprogram. Hon påbörjade en kandidatutbildning 1986 när hon var gravid med sin äldsta dotter och tog examen 1987. År 1990 blev hon personalchef på Nedcor efter att ha fött trillingar fem månader tidigare. Från början av 1992 till 1997 innehade hon olika andra chefsbefattningar på Nedcor, bland annat betalkorthantering och personlig bankverksamhet.
Kellys blev emellertid besviken på Sydafrika i mitten av 1990-talet och ville flytta till ett annat land. I juni 1997 flög hon till Sydney där hon hade intervjuer med fyra av storbankerna och utsågs till en ledande befattning vid Commonwealth Bank i juli 1997.

## Karriär i Australien
Kelly började arbeta som chef för strategisk marknadsföring i Commonwealth Bank i oktober 1997. År 2002 var hon chef för kundtjänstavdelningen med ansvar för att driva Commonwealth Banks omfattande filialnätverk.
Hennes prestationer på Commonwealth Bank ledde till att hon rekryterades som VD för St. George Bank efter den sittande VD:ens död i en hjärtattack. Hon började i januari 2002 – vid den tiden sågs St. George som ett möjligt uppköpsmål (särskilt efter Commonwealth banks köp av Colonial State Bank) men Kelly ökade bankens lönsamhet och uppnådde mycket högre nivåer på avkastning på tillgångarna. I november 2004, gav St. George bank henne löneförhöjning och förlängde hennes avtal obegränsat med kapitaliseringen av banken som har stigit med 3 miljard dollar sedan början av hennes tid som VD. Den australiska tidningen Banking & Finance gav henne en utmärkelse för Bästa chef inom finanssektorn 2003 och 2004.
På grund av hennes framgång på St George fanns det omfattande mediespekulationer i juni 2005 att hon skulle återvända till Commonwealth Bank som VD vid David Murray AO:s pensionering, men Kelly sa att hon föredrog att stanna kvar på St. George. Murray ersattes av Ralph Norris, tidigare VD och verkställande direktör för Air New Zealand.
I mitten av augusti 2007 meddelade hon sin avgång som VD för St. George Bank för att tillträda en liknande tjänst i Westpac från 2008. Hon började arbeta som Westpacs VD den 1 februari 2008.
Den 12 maj 2008 tillkännagav Kelly en fusion på 18,6 miljarder dollar mellan Westpac och St. George Bank. Fusionen godkändes av Federal Court of Australia och slutfördes den 26 maj 2008. Fusionen resulterade i att den nya kombinerade Westpac-koncernen hade 10 miljoner kunder, en 25-procentig andel av den australiensiska bostadslånemarknaden och investeringsfonder på 108 miljarder dollar under sin administration.
I oktober 2010 tillkännagav Kelly ett mål om att kvinnor skulle inneha 40 procent av de 4 000 bästa chefspositionerna på Westpac, en uppgift som enligt australiska tidningar nästan hade uppnåtts i mars 2012.
I november 2014 meddelade Kelly att hon skulle gå i pension som VD för Westpac-koncernen den 1 februari 2015. Brian Hartzer, chef för Westpacs australiensiska finansiella tjänstegrupp, utsågs till hennes efterträdare.
Den 1 augusti 2017 gav Kelly ut sin första bok, Live Lead Learn: My Stories of Life and Leadership (Viking, ett avtryck av Penguin Random House). Boken beskriver hennes erfarenheter av att vara en högprofilerad affärskvinna och en fyrabarnsmamma.